# Făraș

Făraş şi perie, pentru uz casnic

Fărașul este o unealtă de curățenie cu care se adună gunoiul de pe podea sau alte suprafețe. Făcut din metal sau material plastic, e în formă de lopată și de obicei se folosește împreună cu o mătură sau cu o perie. Pentru uz casnic are un mâner scurt, dar pentru uz industrial și comercial există și o varietate cu balama, montată pe capătul unui băț, ca utilizatorul să nu se tot aplece când îl folosește.